# Igreja Católica em Samoa
A Igreja Católica em Samoa faz parte da Igreja Católica mundial, que, inspirada pela vida, morte e ensinamentos de Jesus Cristo, e sob a liderança espiritual do Papa e da cúria romana na Cidade do Vaticano (em Roma) é a maior igreja cristã do mundo. Os missionários católicos chegaram a Samoa em 1845 e hoje os católicos representam cerca de 20% da população total. O arcebispo Alapati Lui Mataeliga foi ordenado chefe da Arquidiocese de Samoa-Apia em 2003.

## Dados demográficos
Um censo de 2002 revelou que dos 176.848 samoanos, 24.754 deles eram católicos.
A população de Samoa é de cerca de 99% de cristãos. De acordo com o World Fact Book da CIA, no censo de 2001, os católicos representavam 19,6% da população, sendo a segunda maior denominação cristã depois do Congregacionalista, com 34,8%.

## História
Antes da chegada dos visitantes europeus, Samoa tinha uma religião politeísta complexa que também incorporava elementos do culto aos antepassados. A deusa da guerra (Nafanua) havia profetizado que haveria uma nova religião que acabaria com o domínio da antiga. Marinheiros cristãos estavam visitando Samoa desde o final do século 18 e ensinavam o cristianismo e alguns moradores se converteram. Em 1830, a Sociedade Missionária de Londres chegou a Sapapalii. Em 1836, o Papa Gregório XVI encarregou os Padres Maristas de levar o catolicismo ao Pacífico Ocidental e os missionários desse instituto religioso francês chegaram a Samoa em 1845. Em 1848, a primeira versão do Novo Testamento foi impressa na língua samoana, seguida por uma versão samoana do Antigo Testamento em 1855.  Católicos e protestantes competiam por convertidos em meio a um cenário de rivalidades imperiais entre a França católica e a Grã-Bretanha protestante. O cristianismo enraizou-se firmemente nas ilhas e o comparecimento à Igreja aos domingos permanece alto até os dias atuais .
Em 1896, Mons. Broyer foi nomeado Vigário Apostólico de Samoa e Tokelau, com residência em Apia. Em 1954, Pio Taofinu'u foi ordenado como o primeiro cardeal católico da Polinésia. Em 2006, tendo sido eleito o primeiro Pacífico e o primeiro cardeal samoano, ele morreu aos 82 anos. Em 2007, em uma cerimônia organizada pela Igreja Católica, o chefe de estado samoano pediu perdão divino pelos pecados de seu país. Na Jornada Mundial da Juventude de 2008, "até mil" jovens samoanos participaram das atividades em Sydney.

Igrejas de várias denominações costumam ser os maiores edifícios das aldeias samoanas. A Catedral Católica de Mulivai está localizada em Apia. As organizações religiosas católicas têm sido ativas em saúde, educação e trabalho social em Samoa, incluindo o trabalho de institutos religiosos, incluindo os Irmãos Maristas e as Irmãzinhas dos Pobres.